# Kierownictwo Marynarki Wojennej

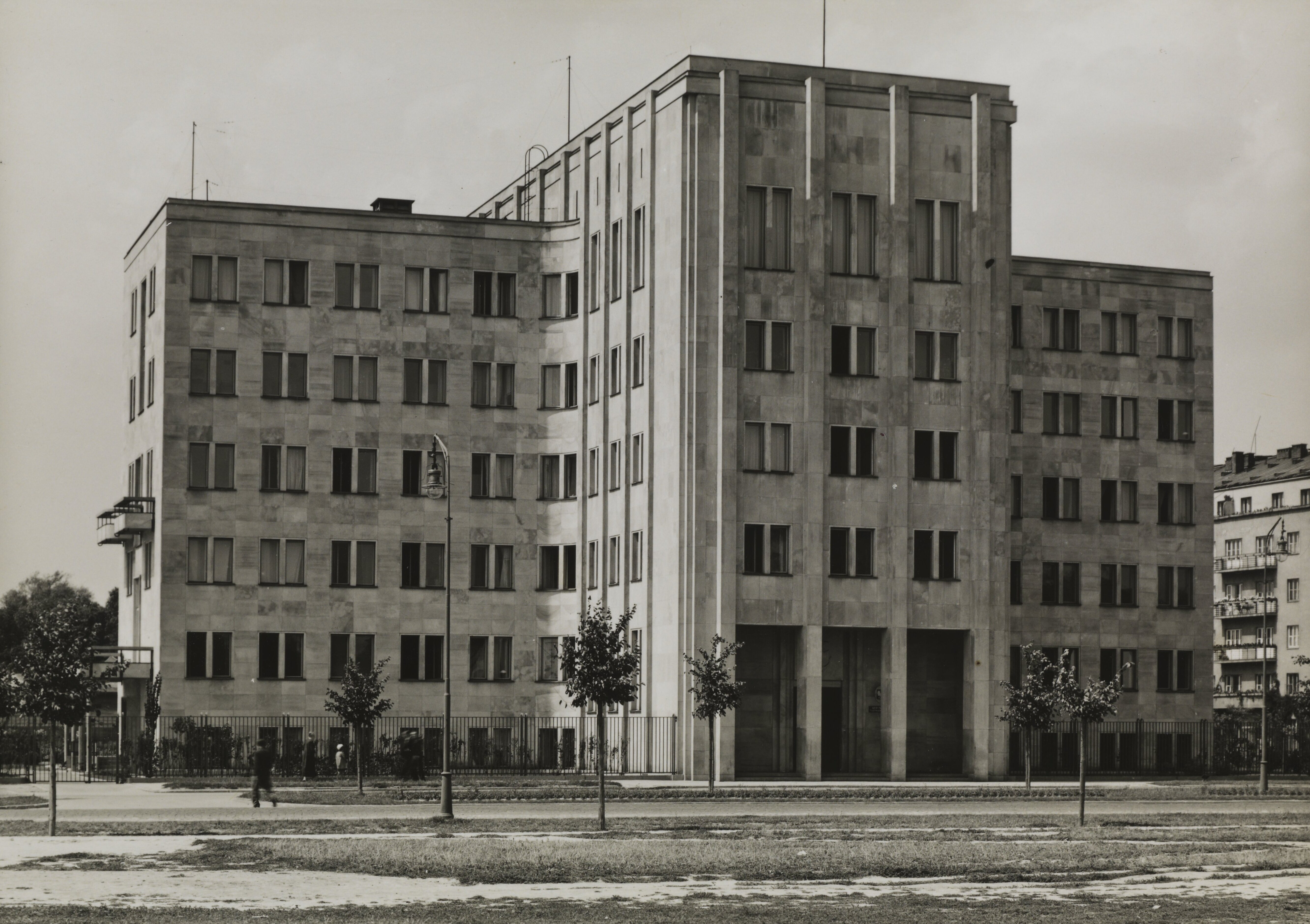
Siedziba KMW przy ul. Żwirki i Wigury 105

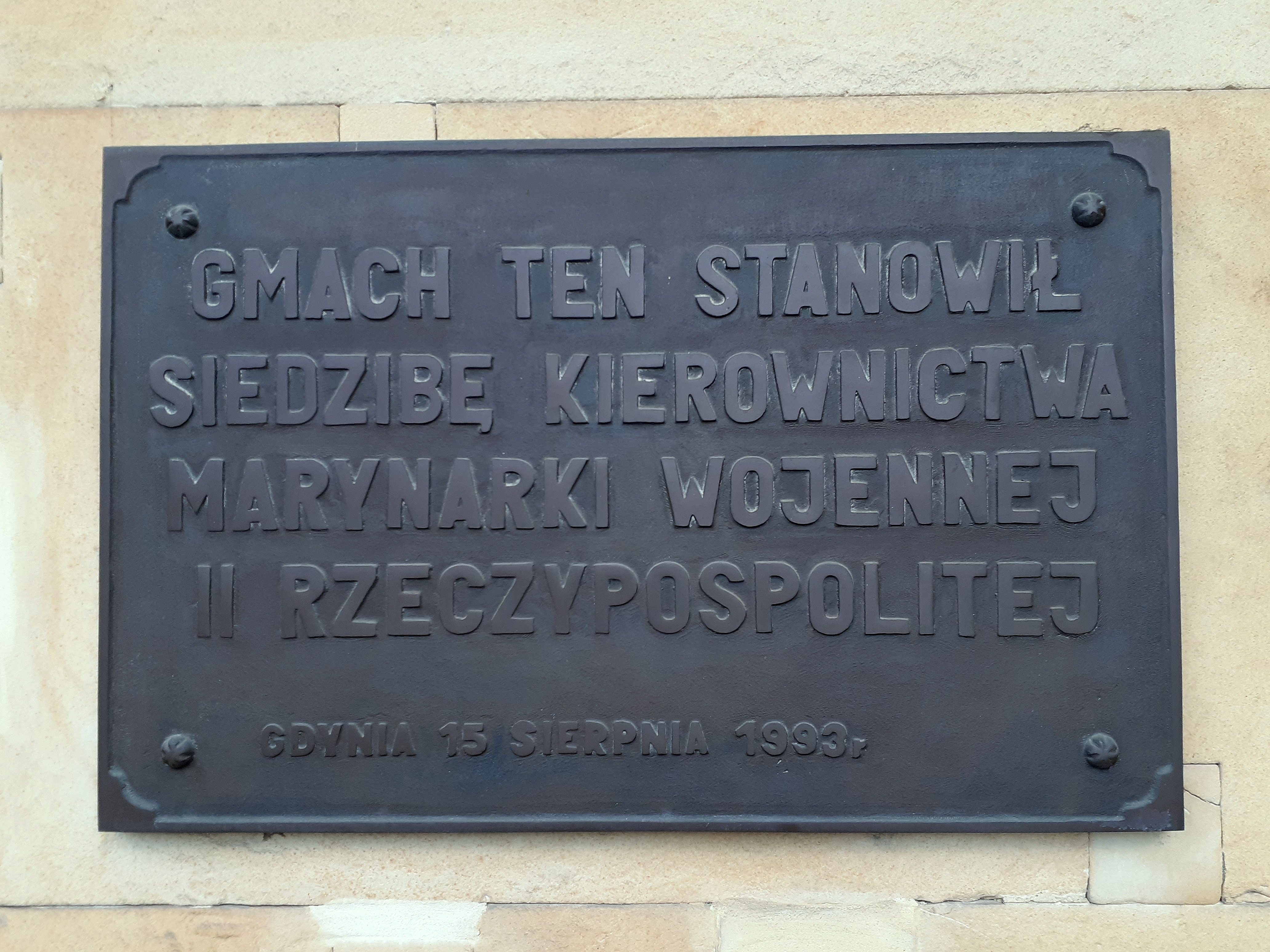
Tablica upamiętniająca działalność KMW na budynku przy ul. Żwirki i Wigury 105

Kierownictwo Marynarki Wojennej (KMW) – powołane rozporządzeniem Rady Ministrów z 3 kwietnia 1922 dowództwo polskiej Marynarki Wojennej, strukturalnie wchodzące w skład Ministerstwa Spraw Wojskowych. Pierwszym szefem Kierownictwa Marynarki Wojennej został mianowany wiceadm. Kazimierz Porębski, który kierował nim od 1 stycznia 1922 do 19 maja 1925, kiedy stanowisko Szefa KMW objął wiceadm. Jerzy Świrski, który kierował Marynarką Wojenną do jej rozwiązania 15 marca 1947. W drugiej połowie lat 30. XX wieku KMW mieściło się w budynku przy ul. Żwirki i Wigury 105.

## Obsada personalna KMW
| Obsada personalna KMW w marcu 1939         | Obsada personalna KMW w marcu 1939              | Obsada personalna KMW w marcu 1939    |
| Stanowisko etatowe                         | Stopień, imię i nazwisko                        | Uwagi                                 |
| ------------------------------------------ | ----------------------------------------------- | ------------------------------------- |
| szef KMW                                   | kontradm. Jerzy Świrski                         | PSZ na Zachodzie                      |
| oficer flagowy                             | por. mar. Wieńczysław Wacław Kon                | ORP Błyskawica                        |
| kierownik Wydziału Ogólnego                | kmdr ppor. Michał Borowski                      | PSZ na Zachodzie                      |
| oficer ds. WFiPW sztabu                    | kpt. mar. Marian Foltyn                         | niemiecka niewola                     |
| kierownik Biura Wydawniczo-Oświatowego     | kpt. mar. Olgierd Żukowski                      | PSZ na Zachodzie                      |
| w dyspozycji szefa KMW                     | kpt. mar. Bolesław Mikołaj Porydzaj (Porydzay)  | dca ORP Toruń, †23 IX 1939 Kuśniszcze |
| Sztab                                      |                                                 |                                       |
| szef sztabu                                | kmdr Karol Korytowski                           | PSZ na Zachodzie                      |
| kierownik kancelarii                       | kpt. mar. Józef Tadeusz Muszyński               | uznany za zmarłego z datą 9 V 1946    |
| p.o. szefa Oddziału Organizacyjnego        | kmdr ppor. Antoni Gniewecki                     |                                       |
| kierownik referatu organizacyjnego         | kpt. mar. Jerzy Tadeusz Błeszyński              | †9 IX 1939 Gdynia                     |
| referent                                   | kpt. mar. Wiesław Jankowski                     |                                       |
| kierownik referatu wojska                  | kpt. adm. (piech.) Marian Masternak             |                                       |
| kierownik referatu mobilizacyjnego         | kmdr ppor. Czesław Wnorowski                    | PSZ na Zachodzie                      |
| referent materiałowy                       | kpt. int. Władysław Frankiewicz                 |                                       |
| szef Oddziału Planów i Ewidencji           | kmdr por. Stanisław Dzienisiewicz               | niewola sowiecka, PSZ na Zachodzie    |
| kier. Sam. Ref. Ewiden. Marynarek Obcych   | kmdr ppor. Brunon Jabłoński                     | PSZ na Zachodzie                      |
| p.o. kierownika referatu wyszkolenia       | kpt. mar. Adam Rychel                           | dowódca XXXIII baterii artylerii      |
| kierownik referatu OPL                     | kpt. mar. Bronisław Józef Lubińkowski           | †1940 Katyń                           |
| kierownik Wydziału Personalnego            | kmdr ppor. Antoni Doroszkowski                  | PSZ na Zachodzie                      |
| kierownik referatu oficerskiego            | kpt. mar. Ignacy Rarot                          | niewola niemiecka                     |
| szef Biura Sygnałowego                     | kmdr ppor. Konrad Namieśniowski                 | kmdt Szkoły Specjalistów Morskich     |
| Służby                                     |                                                 |                                       |
| zastępca szefa KMW i szef służb            | kontradm. inż. Xawery Czernicki                 | †1940 Katyń                           |
| kierownik Wydziału Budowy Okrętów          | kmdr por. inż. Stanisław Kamieński              | †1940 Katyń                           |
| szef służby sanitarnej                     | kmdr lek. dr Leon Moszczeński                   | †1940 Katyń                           |
| zastępca szefa służby sanitarnej           | kmdr ppor. lek. dr Edward Eibel                 |                                       |
| Szefostwo Intendentury KMW                 |                                                 |                                       |
| szef                                       | płk int. z wsw Ludwik Pawlikowski               | †1940 Katyń                           |
| kierownik referatu ogólnego                | kpt. mar. Józef Franciszek Tadeusz Kasztelewicz |                                       |
| kierownik samodzielnego referatu przepisów | kmdr ppor. Michał Franciszek Kycia              | niemiecka niewola                     |
| p.o. kierownika Wydziału Zaopatrzenia      | kmdr ppor. Ignacy Wilhelm Durkalec              |                                       |
| kierownik referatu materiałowego           | kpt. mar. Jan Lutyk                             | PMW w Wielkiej Brytanii               |
| kierownik referatu mundurowego             | kpt. int. Józef Szaflarski                      | niemiecka niewola                     |
| kierownik referatu żywnościowego           | kpt. mar. Idzi Stefan Grudniewicz               | †1940 Katyń                           |
| Kierownictwo Administracji Pieniężnej KMW  |                                                 |                                       |
| kierownik                                  | mjr int. Jan Aleksy Święch                      | †1940 Charków                         |
| kierownik referatu rachunkowo-budżetowego  | kpt. int. Alojzy Mrozik                         | †1940 Katyń                           |
| kierownik referatu cenzury                 | kpt. int. Juliusz Władysław Woyde               | niemiecka niewola                     |